# Amerikaanse klifzwaluw
De Amerikaanse klifzwaluw (Petrochelidon pyrrhonota synoniem: Hirundo pyrrhonota) is een zangvogel uit de familie Hirundinidae (zwaluwen).

## Kenmerken
De lichaamslengte bedraagt 13 tot 15 cm. De bovenzijde is blauwgrijs. Het voorhoofd is wit. De bovenste staartveren zijn roodbruin.

## Voortplanting
Het kalebasvormige nest is gemaakt van modder. Het bevindt zich onder overhangende dakranden of op rotskliffen. Het legsel bestaat uit 4 tot 6 witte eieren.

## Verspreiding
Deze in kolonies levende vogel broedt van Alaska tot Mexico en overwintert in Zuid-Amerika. Er zijn vier ondersoorten:
- P. p. pyrrhonota: Alaska, Canada, de westelijke, noordelijke en oostelijke Verenigde Staten.
- P. p. ganieri: de zuidelijk-centrale Verenigde Staten.
- P. p. tachina: de zuidwestelijke Verenigde Staten en noordelijk Baja California.
- P. p. melanogaster: van uiterst zuidoostelijk Arizona en zuidwestelijk New Mexico tot westelijk en zuidelijk Mexico.